# Sibelis Veranes
Sibelis Veranes Morell (5 febbraio 1974) è un'ex judoka cubana.
Ha vinto la medaglia d'oro olimpica nel judo alle Olimpiadi di Sydney 2000, nella categoria 70 kg.
Ha conquistato inoltre una medaglia d'oro (1999) ai campionati mondiali e una medaglia d'oro (1999) ai giochi panamericani, sempre nella categoria 70 kg.